# Список птахів Парагваю

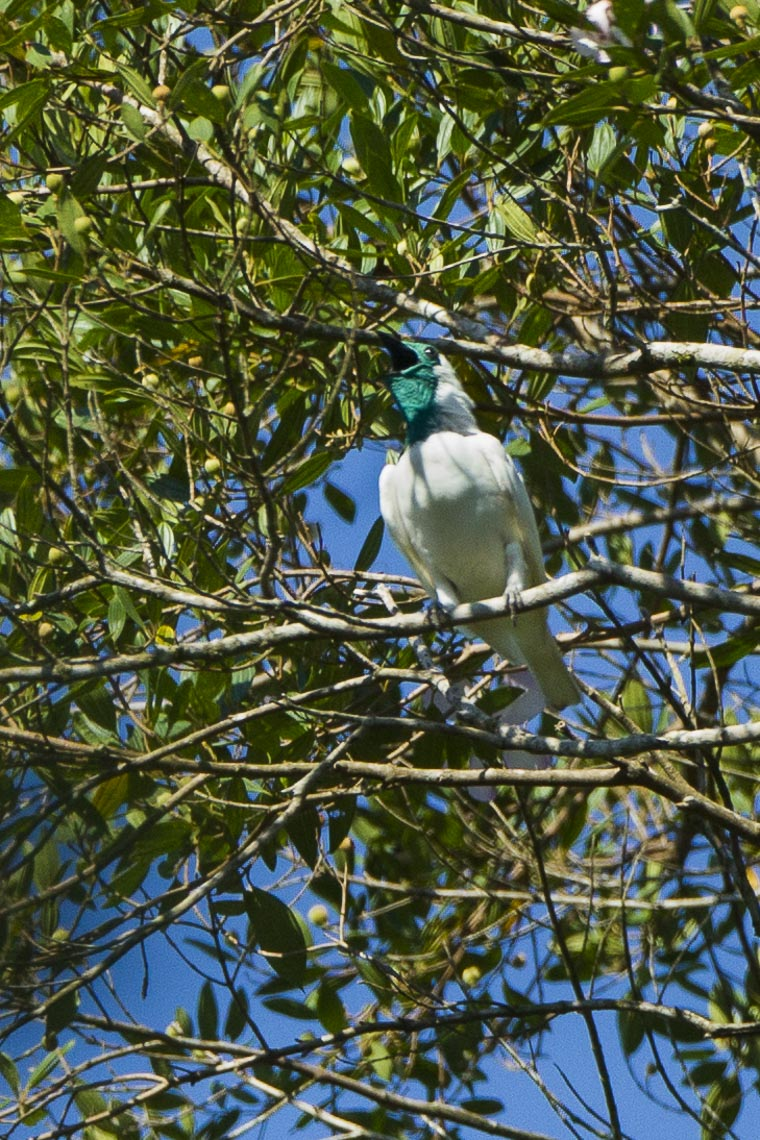
Арапонга голошия (Procnias nudicollis) є національним птахом Парагваю

Це перелік видів птахів, зафіксованих на території Парагваю. Авіфауна Парагваю налічує загалом 721 вид. 2 види були інтродуковані людьми, 39 видів є рідкісними або випадковими, 5 видів є вимерлими або знищеними на території Парагваю. 27 видів не були зафіксовані, однак, імовірно, присутні на території країни.

## Позначки
Наступні теги використані для виділення деяких категорій птахів.
- (V) Випадковий — вид, який рідко або випадково трапляється в Парагваї
- (I) Інтродукований — вид, завезений до Парагваю як наслідок прямих чи непрямих дій людських дій
- (H) Гіпотетичний — не зафіксований вид, який, однак, імовірно, присутній на території Парагваю

## Нандуподібні(Rheiformes)
Родина: Нандуві (Rheidae)
- Нанду великий, Rhea americana

## Тинамуподібні(Tinamiformes)
Родина: Тинамові (Tinamidae)
- Тинаму-самітник, Tinamus solitarius
- Татаупа каштановий, Crypturellus obsoletus
- Татаупа блідий, Crypturellus undulatus
- Татаупа червонодзьобий, Crypturellus parvirostris
- Татаупа сіроголовий, Crypturellus tataupa
- Інамбу рудошиїй, Rhynchotus rufescens
- Інамбу чагарниковий, Nothoprocta cinerascens
- Нотура білочеревий, Nothura boraquira
- Нотура-крихітка, Nothura minor
- Нотура строкатий, Nothura maculosa
- Інамбу карликовий, Taoniscus nanus (H)
- Інамбу ошатний, Eudromia formosa

## Гусеподібні(Anseriformes)
Родина: Паламедеєві (Anhimidae)
- Паламедея, Anhima cornuta
- Чайя аргентинська, Chauna torquata

Родина: Качкові (Anatidae)
- Свистач рудий, Dendrocygna bicolor
- Свистач білоголовий, Dendrocygna viduata
- Свистач червонодзьобий, Dendrocygna autumnalis
- Коскороба, Coscoroba coscoroba
- Каргарка гриваста, Neochen jubata (V)
- Качка мускусна, Cairina moschata
- Качка американська, Sarkidiornis sylvicola
- Чирянка болівійська, Callonetta leucophrys
- Чирянка бразильська, Amazonetta brasiliensis
- Чирянка чорноголова, Spatula versicolor
- Широконіска аргентинська, Spatula platalea
- Чирянка блакитнокрила, Spatula discors (H)
- Чирянка руда, Spatula cyanoptera
- Шилохвіст білощокий, Anas bahamensis
- Шилохвіст жовтодзьобий, Anas georgica (V)
- Чирянка жовтодзьоба, Anas flavirostris (V)
- Чернь червоноока, Netta erythrophthalma (H)
- Чернь аргентинська, Netta peposaca
- Крех бразильський, Mergus octosetaceus (Знищений)
- Качка чорноголова, Heteronetta atricapilla
- Савка маскова, Nomonyx dominicus
- Савка аргентинська, Oxyura vittata (V)

## Куроподібні(Galliformes)
Родина: Краксові (Cracidae)
- Пенелопа рудобока, Penelope superciliaris
- Пенелопа парагвайська, Penelope obscura (H)
- Абурі-крикун білоголовий, Pipile cumanensis
- Абурі-крикун чорнолобий, Pipile jacutinga
- Чачалака бура, Ortalis canicollis
- Кракс жовтодзьобий, Crax fasciolata

Родина: Токрові (Odontophoridae)
- Токро бразильський, Odontophorus capueira

## Фламінгоподібні(Phoenicopteriformes)
Родина: Фламінгові (Phoenicopteridae)
- Фламінго чилійський, Phoenicopterus chilensis

## Пірникозоподібні(Podicipediformes)
Родина: Пірникозові (Podicipedidae)
- Пірникоза Роланда, Rollandia rolland
- Пірникоза домініканська, Tachybaptus dominicus
- Пірникоза рябодзьоба, Podilymbus podiceps
- Пірникоза-голіаф, Podiceps major (V)
- Пірникоза срібляста, Podiceps occipitalis

## Голубоподібні(Columbiformes)
Родина: Голубові (Columbidae)
- Голуб сизий, Columba livia (I)
- Голуб строкатий, Patagioenas speciosa
- Голуб аргентинський, Patagioenas picazuro
- Голуб парагвайський, Patagioenas maculosa
- Голуб рожевошиїй, Patagioenas cayennensis
- Голубок бурий, Geotrygon montana
- Голубок фіолетовий, Geotrygon violacea
- Горличка білолоба, Leptotila verreauxi
- Горличка сіроголова, Leptotila rufaxilla
- Zenaida auriculata
- Талпакоті сірий, Claravis pretiosa
- Paraclaravis geoffroyi
- Талпакоті малий, Columbina minuta
- Талпакоті коричневий, Columbina talpacoti
- Горличка-інка бразильська, Columbina squammata
- Пікуї, Columbina picui

## Зозулеподібні(Cuculiformes)
Родина: Зозулеві (Cuculidae)
- Гуїра, Guira guira
- Ані великий, Crotophaga major
- Ані товстодзьобий, Crotophaga ani
- Тахете, Tapera naevia
- Таязура-клинохвіст велика, Dromococcyx phasianellus
- Таязура-клинохвіст мала, Dromococcyx pavoninus
- Піая мала, Coccycua minuta (H)
- Кукліло попелястоволий, Coccycua cinerea
- Піая велика, Piaya cayana
- Кукліло бурий, Coccyzus melacoryphus
- Кукліло північний, Coccyzus americanus
- Кукліло білочеревий, Coccyzus euleri
- Кукліло чорнодзьобий, Coccyzus erythropthalmus (V)

## Дрімлюгоподібні(Caprimulgiformes)
Родина: Потуєві (Nyctibiidae)
- Поту великий, Nyctibius grandis
- Поту довгохвостий, Nyctibius aethereus
- Поту малий, Nyctibius griseus

Родина: Дрімлюгові (Caprimulgidae)
- Накунда, Chordeiles nacunda
- Анаперо малий, Chordeiles acutipennis (H)
- Анаперо віргінський, Chordeiles minor
- Анаперо-довгокрил бурий, Lurocalis semitorquatus
- Анаперо смугастохвостий, Nyctiprogne leucopyga
- Дрімлюга довгодзьобий, Systellura longirostris
- Пораке рудощокий, Nyctidromus albicollis
- Дрімлюга білокрилий, Eleothreptus candicans
- Дрімлюга-короткохвіст, Eleothreptus anomalus
- Дрімлюга малий, Setopagis parvula
- Дрімлюга світлобровий, Hydropsalis maculicaudus
- Дрімлюга-вилохвіст бразильський, Hydropsalis torquata
- Дрімлюга-лірохвіст бразильський, Macropsalis forcipata (V)
- Леляк бразильський, Nyctiphrynus ocellatus
- Дрімлюга парагвайський, Antrostomus sericocaudatus
- Дрімлюга рудий, Antrostomus rufus

## Серпокрильцеподібні(Apodiformes)
Родина: Серпокрильцеві (Apodidae)
- Свіфт парагвайський, Cypseloides fumigatus
- Свіфт світлоголовий, Cypseloides senex
- Свіфт болівійський, Streptoprocne zonaris
- Свіфт бразильський, Streptoprocne biscutata (H)
- Голкохвіст сірогузий, Chaetura cinereiventris
- Голкохвіст південний, Chaetura meridionalis

Родина: Колібрієві (Trochilidae)
- Колібрі-якобін чорний, Florisuga fusca
- Ерміт вохристий, Phaethornis subochraceus (V)
- Ерміт парагвайський, Phaethornis pretrei
- Ерміт багійський, Phaethornis eurynome
- Колібрі зеленочеревий, Colibri serrirostris
- Колібрі-зеленохвіст золотистий, Polytmus guainumbi
- Колібрі-рубін, Chrysolampis mosquitus (H)
- Колібрі-манго чорногорлий, Anthracothorax nigricollis
- Колібрі-ангел синьоголовий, Heliomaster longirostris (H)
- Колібрі-ангел синьогрудий, Heliomaster furcifer
- Колібрі-аметист білочеревий, Calliphlox amethystina
- Колібрі-смарагд золоточеревий, Chlorostilbon lucidus
- Колібрі пурпуровочубий, Stephanoxis loddigesii
- Колібрі-шаблекрил вилохвостий, Eupetomena macroura
- Колібрі-лісовичок буроголовий, Thalurania furcata
- Колібрі-лісовичок синьоголовий, Thalurania glaucopis
- Агиртрія бразильська, Chrysuronia versicolor
- Колібрі білогорлий, Leucochloris albicollis
- Колібрі-сапфір кактусовий, Hylocharis sapphirina (H)
- Колібрі-сапфір золотистий, Hylocharis chrysura

## Журавлеподібні(Gruiformes)
Родина: Арамові (Aramidae)
- Арама, Aramus guarauna

Родина: Пастушкові (Rallidae)
- Султанка американська, Porphyrio martinica
- Султанка жовтодзьоба, Porphyrio flavirostris
- Деркач каєнський, Rufirallus viridis
- Погонич жовтоволий, Laterallus flaviventer
- Погонич оливковий, Laterallus melanophaius
- Погонич амазонійський, Laterallus exilis
- Погонич біловолий, Laterallus leucopyrrhus
- Погонич парагвайський, Laterallus xenopterus
- Погонич-пігмей чорний, Coturnicops notatus
- Пастушок венесуельський, Micropygia schomburgkii
- Погонич попелястий, Mustelirallus albicollis
- Пастушок золотодзьобий, Mustelirallus erythrops
- Пастушок строкатий, Pardirallus maculatus
- Пастушок світлогорлий, Pardirallus nigricans
- Пастушок аргентинський, Pardirallus sanguinolentus
- Пастушок гігантський, Aramides ypecaha
- Пастушок сірошиїй, Aramides cajaneus
- Пастушок парагвайський, Aramides saracura
- Курочка плямистобока, Porphyriops melanops
- Курочка латиноамериканська, Gallinula galeata
- Лиска червонолоба, Fulica rufifrons (V)
- Лиска жовтодзьоба, Fulica armillata
- Лиска золотолоба, Fulica leucoptera

Родина: Лапчастоногові (Heliornithidae)
- Лапчастоніг неотропічний, Heliornis fulica

## Сивкоподібні(Charadriiformes)
Родина: Сивкові (Charadriidae)
- Сивка американська, Pluvialis dominica
- Сивка морська, Pluvialis squatarola
- Чайка каєнська, Vanellus cayanus
- Чайка чилійська, Vanellus chilensis
- Пісочник сірощокий, Charadrius modestus (V)
- Пісочник канадський, Charadrius semipalmatus (V)
- Пісочник пампасовий, Charadrius collaris

Родина: Чоботарові (Recurvirostridae)
- Himantopus mexicanus

Родина: Баранцеві (Scolopacidae)
- Бартрамія, Bartramia longicauda
- Кульон ескімоський, Numenius borealis (ймовірно вимер)
- Грицик канадський, Limosa haemastica
- Крем'яшник звичайний, Arenaria interpres (V)
- Побережник ісландський, Calidris canutus
- Побережник довгоногий, Calidris himantopus
- Побережник білий, Calidris alba
- Побережник чорногрудий, Calidris alpina (V)
- Побережник канадський, Calidris bairdii
- Побережник-крихітка, Calidris minutilla (V)
- Побережник білогрудий, Calidris fuscicollis
- Жовтоволик, Calidris subruficollis
- Побережник арктичний, Calidris melanotos
- Побережник тундровий, Calidris pusilla (H)
- Неголь короткодзьобий, Limnodromus griseus (H)
- Баранець-велетень, Gallinago undulata
- Баранець неотропічний, Gallinago paraguaiae
- Плавунець довгодзьобий, Phalaropus tricolor
- Плавунець плоскодзьобий, Phalaropus fulicarius (V)
- Набережник плямистий, Actitis macularia
- Коловодник малий, Tringa solitaria
- Коловодник строкатий, Tringa melanoleuca
- Коловодник жовтоногий, Tringa flavipes

Родина: Яканові (Jacanidae)
- Якана червонолоба, Jacana jacana

Родина: Мальованцеві (Rostratulidae)
- Мальованець аргентинський, Nycticryptes semicollaris

Родина: Мартинові (Laridae)
- Мартин патагонський, Chroicocephalus maculipennis (V)
- Мартин сіроголовий, Chroicocephalus cirrocephalus
- Leucophaeus atricilla (V)
- Мартин ставковий, Leucophaeus pipixcan (V)
- Крячок амазонський, Sternula superciliaris
- Крячок великодзьобий, Phaetusa simplex
- Крячок чорнодзьобий, Gelochelidon nilotica (V)
- Крячок білощокий, Chlidonias hybrida (V)
- Крячок річковий, Sterna hirundo (V)
- Крячок полярний, Sterna paradisaea (V)
- Крячок білоголовий, Sterna trudeaui (H)
- Крячок королівський, Thalasseus maximus (H)
- Водоріз американський, Rynchops niger

## Лелекоподібні(Ciconiiformes)
Родина: Лелекові (Ciconiidae)
- Магуарі, Ciconia maguari
- Ябіру неотропічний, Jabiru mycteria
- Міктерія, Mycteria americana

## Сулоподібні(Suliformes)
Родина: Змієшийкові (Anhingidae)
- Змієшийка американська, Anhinga anhinga

Родина: Бакланові (Phalacrocoracidae)
- Баклан бразильський, Phalacrocorax brasilianus

## Пеліканоподібні(Pelecaniformes)
Родина: Чаплеві (Ardeidae)
- Бушля рудошия, Tigrisoma lineatum
- Квак широкодзьобий, Cochlearius cochlearius
- Бугай строкатий, Botaurus pinnatus
- Бугайчик американський, Ixobrychus exilis
- Бугайчик аргентинський, Ixobrychus involucris
- Квак звичайний, Nycticorax nycticorax
- Чапля мангрова, Butorides striata
- Чапля єгипетська, Bubulcus ibis
- Кокої, Ardea cocoi
- Чепура велика, Ardea alba
- Чапля-свистун, Syrigma sibilatrix
- Чапля неотропічна, Pilherodius pileatus
- Чепура американська, Egretta thula
- Чепура блакитна, Egretta caerulea (V)

Родина: Ібісові (Threskiornithidae)
- Коровайка американська, Plegadis chihi
- Ібіс каєнський, Mesembrinibis cayennensis
- Ібіс чорний, Phimosus infuscatus
- Ібіс блакитний, Theristicus caerulescens
- Ібіс білокрилий, Theristicus caudatus
- Косар рожевий, Platalea ajaja

## Катартоподібні(Cathartiformes)
Родина: Катартові (Cathartidae)
- Кондор королівський, Sarcoramphus papa
- Кондор андійський, Vultur gryphus (H)
- Урубу, Coragyps atratus
- Катарта червоноголова, Cathartes aura
- Катарта саванова, Cathartes burrovianus

## Яструбоподібні(Accipitriformes)
Родина: Скопові (Pandionidae)
- Скопа, Pandion haliaetus

Родина: Яструбові (Accipitridae)
- Шуліка-крихітка, Gampsonyx swainsonii
- Шуліка білохвостий, Elanus leucurus
- Chondrohierax uncinatus
- Шуляк каєнський, Leptodon cayanensis
- Elanoides forficatus
- Гарпія гвіанська, Morphnus guianensis
- Гарпія велика, Harpia harpyja
- Spizaetus tyrannus
- Spizaetus melanoleucus
- Spizaetus ornatus
- Канюк-рибалка, Busarellus nigricollis
- Шуліка-слимакоїд червоноокий, Rostrhamus sociabilis
- Harpagus diodon
- Ictinia mississippiensis
- Ictinia plumbea
- Circus cinereus
- Circus buffoni
- Яструб сірочеревий, Accipiter poliogaster
- Яструб-крихітка, Accipiter superciliosus
- Яструб неоарктичний, Accipiter striatus
- Яструб неотропічний, Accipiter bicolor
- Geranospiza caerulescens
- Buteogallus meridionalis
- Buteogallus urubitinga
- Buteogallus coronatus
- Канюк великодзьобий, Rupornis magnirostris
- Канюк пустельний, Parabuteo unicinctus
- Parabuteo leucorrhous
- Канюк білохвостий, Geranoaetus albicaudatus
- Агуя, Geranoaetus melanoleucus
- Pseudastur polionotus (знищений)
- Buteo nitidus
- Buteo brachyurus
- Канюк прерієвий, Buteo swainsoni
- Buteo albonotatus

## Совоподібні(Strigiformes)
Родина: Сипухові (Tytonidae)
- Сипуха, Tyto alba

Родина: Совові (Strigidae)
- Сплюшка неотропічна, Megascops choliba
- Сплюшка темноголова, Megascops atricapilla
- Сова вохристочерева, Pulsatrix perspicillata
- Сова вохристоброва, Pulsatrix koeniswaldiana
- Пугач віргінський, Bubo virginianus
- Сова бразильська, Strix hylophila
- Сова болівійська, Strix chacoensis
- Сова-лісовик бура, Ciccaba virgata
- Сова-лісовик смугаста, Ciccaba huhula
- Сичик-горобець крихітний, Glaucidium minutissimum (H)
- Сичик-горобець рудий, Glaucidium brasilianum
- Сич американський, Athene cunicularia
- Сич вохристолобий, Aegolius harrisii
- Сова-крикун, Asio clamator
- Сова темна, Asio stygius
- Сова болотяна, Asio flammeus

## Трогоноподібні(Trogoniformes)
Родина: Трогонові (Trogonidae)
- Курукуї, Trogon curucui
- Сурукура, Trogon surrucura
- Трогон жовтогрудий, Trogon rufus

## Сиворакшоподібні(Coraciiformes)
Родина: Момотові (Momotidae)
- Момот рудоголовий, Baryphthengus ruficapillus
- Момот чорнощокий, Momotus momota

Родина: Рибалочкові (Alcedinidae)
- Рибалочка-чубань неотропічний, Megaceryle torquata
- Рибалочка амазонійський, Chloroceryle amazona
- Рибалочка карликовий, Chloroceryle aenea
- Рибалочка зелений, Chloroceryle americana
- Рибалочка рудогрудий, Chloroceryle inda

## Дятлоподібні(Piciformes)
Родина: Якамарові (Galbulidae)
- Якамара рудохвоста, Galbula ruficauda

Родина: Лінивкові (Bucconidae)
- Лінивка-строкатка вохристочерева, Notharchus swainsoni
- Лінивка-смугохвіст чорнощока, Nystalus chacuru
- Лінивка-смугохвіст чакоанська, Nystalus striatipectus
- Лінивка-коротун сіроголова, Nonnula rubecula

Родина: Туканові (Ramphastidae)
- Тукан великий, Ramphastos toco
- Тукан строкатий, Ramphastos dicolorus
- Тукан смугастодзьобий, Selenidera maculirostris
- Андигена золотогуза, Pteroglossus bailloni
- Аракарі каштановошиїй, Pteroglossus castanotis

Родина: Дятлові (Picidae)
- Добаш зебровий, Picumnus cirratus
- Добаш парагвайський, Picumnus temminckii
- Добаш болівійський, Picumnus albosquamatus
- Гіла біла, Melanerpes candidus
- Melanerpes flavifrons
- Melanerpes cactorum
- Дзьоган смугастокрилий, Veniliornis spilogaster
- Дятел смугастохвостий, Veniliornis mixtus
- Дзьоган малий, Veniliornis passerinus
- Campephilus robustus
- Campephilus melanoleucos
- Campephilus leucopogon
- Dryocopus lineatus
- Dryocopus schulzi
- Celeus lugubris
- Celeus galeatus
- Celeus flavescens
- Дятел-смугань жовтовусий, Piculus chrysochloros
- Дятел-смугань жовтобровий, Piculus aurulentus
- Colaptes melanochloros
- Colaptes campestris

## Каріамоподібні(Cariamiformes)
Родина: Каріамові (Cariamidae)
- Каріама червононога, Cariama cristata
- Каріама чорнонога, Chunga burmeisteri

## Соколоподібні(Falconiformes)
Родина: Соколові (Falconidae)
- Макагуа, Herpetotheres cachinnans
- Рарія бразильська, Micrastur ruficollis
- Рарія білошия, Micrastur semitorquatus
- Сокіл плямистокрилий, Spiziapteryx circumcincta
- Каракара аргентинська, Caracara plancus
- Хімахіма, Milvago chimachima
- Хіманго, Milvago chimango
- Боривітер американський, Falco sparverius
- Підсоколик смугастогрудий, Falco rufigularis
- Підсоколик рудогрудий, Falco deiroleucus
- Сокіл мексиканський, Falco femoralis
- Сапсан, Falco peregrinus

## Папугоподібні(Psittaciformes)
Родина: Папугові (Psittacidae)
- Калита сіроволий, Myiopsitta monachus
- Хірірі, Brotogeris chiriri
- Каїка червонолобий, Pionopsitta pileata
- Папуга-червоногуз зеленощокий, Pionus maximiliani
- Амазон жовточеревий, Alipiopsitta xanthops
- Амазон пурпуровий, Amazona vinacea
- Амазон червоноплечий, Amazona pretrei (H)
- Амазон синьолобий, Amazona aestiva
- Амазон венесуельський, Amazona amazonica
- Папуга-горобець синьокрилий, Forpus xanthopterygius
- Котора болівійський, Pyrrhura devillei
- Котора рудочеревий, Pyrrhura frontalis
- Котора зеленощокий, Pyrrhura molinae
- Ара гіацинтовий, Anodorhynchus hyacinthinus
- Ара лазуровий, Anodorhynchus glaucus (імовірно вимерлий)
- Аратинга бразильський, Eupsittula aurea
- Нандая, Aratinga nenday
- Аратинга золотолобий, Aratinga auricapillus (V)
- Маракана червоночеревий, Primolius maracana
- Маракана жовтошиїй, Primolius auricollis
- Араурана, Ara ararauna
- Ара червоно-зелений, Ara chloropterus
- Аратинга синьолобий, Thectocercus acuticaudatus
- Аратинга венесуельський, Psittacara leucophthalmus

## Горобцеподібні(Passeriformes)
Родина: Сорокушові (Thamnophilidae)
- Кущівник плямистий, Hypoedaleus guttatus
- Батара, Batara cinerea
- Кущівник довгохвостий, Mackenziaena leachii
- Кущівник червоноокий, Mackenziaena severa
- Тараба, Taraba major
- Сорокуш смугастий, Thamnophilus doliatus
- Сорокуш рудоголовий, Thamnophilus ruficapillus
- Сорокуш бразильський, Thamnophilus torquatus
- Сорокуш болівійський, Thamnophilus sticturus
- Сорокуш сірий, Thamnophilus caerulescens
- Батарито лісовий, Dysithamnus mentalis
- Кадук світлобровий, Myrmorchilus strigilatus
- Каатинга чорноголова, Herpsilochmus atricapillus
- Каатинга рудокрила, Herpsilochmus rufimarginatus
- Рестинга чорночерева, Formicivora melanogaster
- Рестинга руда, Formicivora rufa
- Тілугі бамбуковий, Drymophila rubricollis
- Тілугі сірохвостий, Drymophila malura
- Мурахолюб строкатоголовий, Terenura maculata
- Ману південний, Cercomacra melanaria
- Pyriglena maura
- Вогнеок східний, Pyriglena leucoptera

Родина: Melanopareiidae
- Тапакуло північний, Melanopareia torquata
- Тапакуло південний, Melanopareia maximiliani

Родина: Гусеницеїдові (Conopophagidae)
- Гусеницеїд рудий, Conopophaga lineata

Родина: Grallariidae
- Мурашниця королівська, Grallaria varia
- Мурашниця аргентинська, Cryptopezus nattereri

Родина: Галітові (Rhinocryptidae)
- Галіто чубатий, Rhinocrypta lanceolata

Родина: Мурахоловові (Formicariidae)
- Товака бурогуза, Chamaeza campanisona

Родина: Горнерові (Furnariidae)
- Листовик бразильський, Sclerurus scansor
- Землекоп бразильський, Geositta poeciloptera (V)
- Дереволаз оливковий, Sittasomus griseicapillus
- Грімпар бурий, Dendrocincla turdina
- Дереволаз строкатощокий, Dendrocolaptes picumnus
- Дереволаз плоскодзьобий, Dendrocolaptes platyrostris
- Дереволаз-міцнодзьоб бурий, Xiphocolaptes albicollis
- Дереволаз-міцнодзьоб великий, Xiphocolaptes major
- Кокоа малий, Xiphorhynchus fuscus
- Дереволаз-серподзьоб середній, Campylorhamphus trochilirostris
- Дереволаз-серподзьоб темнолобий, Campylorhamphus falcularius
- Дереволаз-шабледзьоб, Drymornis bridgesii
- Дереволаз вузькодзьобий, Lepidocolaptes angustirostris
- Дереволаз південний, Lepidocolaptes falcinellus
- Піколезна мала, Xenops minutus
- Піколезна руда, Xenops rutilans
- Землелаз аргентинський, Tarphonomus certhioides
- Furnarius leucopus
- Горнеро рудий, Furnarius rufus
- Горнеро чубатий, Furnarius cristatus
- Потічник, Lochmias nematura
- Ротакоа, Phleocryptes melanops
- Трясохвіст смугастокрилий, Cinclodes fuscus (V)
- Heliobletus contaminatus
- Філідор чорноголовий, Philydor atricapillus
- Тікотіко білобровий, Anabacerthia amaurotis (H)
- Філідор вохристий, Anabacerthia lichtensteini
- Філідор білогорлий, Syndactyla rufosuperciliata
- Філідор коричневий, Syndactyla dimidiata
- Філідор золотолобий, Dendroma rufa
- Філідор рудий, Clibanornis rectirostris
- М'якохвіст бамбуковий, Clibanornis dendrocolaptoides
- Філідор-лісовик білоокий, Automolus leucophthalmus
- Сікора чубата, Leptasthenura platensis (V)
- М'якохвіст рудолобий, Phacellodomus rufifrons
- М'якохвіст малий, Phacellodomus sibilatrix
- М'якохвіст вохристоволий, Phacellodomus striaticollis (H)
- М'якохвіст великий, Phacellodomus ruber
- Анумбі смугастоголовий, Anumbius annumbi
- Анумбі чубатий, Coryphistera alaudina
- Канастеро короткодзьобий, Asthenes baeri
- Канастеро малий, Asthenes pyrrholeuca
- Курутія рудоспинна, Cranioleuca vulpina
- Курутія білоброва, Cranioleuca pyrrhophia
- Курутія парагвайська, Cranioleuca obsoleta
- Spartonoica maluroides
- Качолота сірочуба, Pseudoseisura unirufa
- Качолота чорночуба, Pseudoseisura lophotes
- Мочарник жовтогорлий, Certhiaxis cinnamomeus
- Периліо, Schoeniophylax phryganophilus
- Пію вохристощокий, Synallaxis scutata
- Пію сірочеревий, Synallaxis cinerascens
- Пію вохристогрудий, Synallaxis albilora
- Пію рудоголовий, Synallaxis ruficapilla
- Пію бразильський, Synallaxis hypospodia
- Пію аргентинський, Synallaxis spixi
- Пію блідий, Synallaxis albescens
- Пію гайовий, Synallaxis frontalis

Родина: Манакінові (Pipridae)
- Манакін малиновоголовий, Antilophia galeata
- Манакін-червононіг синій, Chiroxiphia caudata
- Манакін-короткокрил білочеревий, Manacus manacus
- Манакін смугохвостий, Pipra fasciicauda

Родина: Котингові (Cotingidae)
- Рара червоновола, Phytotoma rutila
- Котинга вилохвоста, Phibalura flavirostris
- Плодоїд рубінововолий, Pyroderus scutatus
- Арапонга голошия, Procnias nudicollis

Родина: Бекардові (Tityridae)
- Бекарда чорноголова, Tityra inquisitor
- Бекарда велика, Tityra cayana
- Бекарда маскова, Tityra semifasciata
- Манакін-свистун зелений, Schiffornis virescens
- Бекард білоголовий, Xenopsaris albinucha
- Бекард зелений, Pachyramphus viridis
- Бекард каштановий, Pachyramphus castaneus
- Бекард рябокрилий, Pachyramphus polychopterus
- Бекард чубатий, Pachyramphus validus
- Пікоагудо, Oxyruncus cristatus

Родина: Тиранові (Tyrannidae)
- Ірличок оливковий, Piprites chloris
- Лопатодзьоб білогорлий, Platyrinchus mystaceus
- Лопатодзьоб рудокрилий, Platyrinchus leucoryphus
- Тиран-щебетун південний, Corythopis delalandi
- Ореджеріто білобровий, Pogonotriccus eximius
- Тиранчик оливкововолий, Phylloscartes ventralis
- Тиранчик малий, Phylloscartes paulista
- Тиранчик світлоокий, Phylloscartes sylviolus
- Тиранчик-мухолюб сіроголовий, Mionectes rufiventris
- Тиран-інка буроголовий, Leptopogon amaurocephalus
- Мухоїд світлогорлий, Tolmomyias sulphurescens
- Аруна східна, Myiornis auricularis
- Тітіріджі сіроволий, Hemitriccus diops
- Тітіріджі білочеревий, Hemitriccus margaritaceiventer
- Мухолов рудогорлий, Poecilotriccus plumbeiceps
- Мухолов рудолобий, Poecilotriccus latirostris
- Мухолов-клинодзьоб сірий, Todirostrum cinereum
- Hirundinea ferruginea
- Каландрита велика, Stigmatura budytoides
- Інезія сіроголова, Inezia inornata
- Тиранчик-рудь білочеревий, Euscarthmus meloryphus
- Тиранчик-рудь білогорлий, Euscarthmus rufomarginatus
- Тиранчик-тонкодзьоб південний, Camptostoma obsoletum
- Еленія жовточерева, Elaenia flavogaster
- Еленія сіровола, Elaenia spectabilis
- Еленія чилійська, Elaenia chilensis
- Еленія короткодзьоба, Elaenia parvirostris
- Еленія оливкова, Elaenia mesoleuca
- Еленія мала, Elaenia chiriquensis
- Еленія паранайська, Elaenia sordida
- Тиранець сірий, Myiopagis caniceps
- Тиранець зелений, Myiopagis viridicata
- Suiriri suiriri
- Тиранчик жовтий, Capsiempis flaveola
- Тиран-крихітка сірощокий, Phyllomyias burmeisteri
- Тиран-крихітка парагвайський, Phyllomyias virescens
- Тиран-крихітка бразильський, Phyllomyias reiseri
- Тиран-крихітка світлогорлий, Phyllomyias fasciatus
- Тиранчик бурий, Phaeomyias murina
- Тачурі-сірочуб темногорлий, Polystictus pectoralis
- Тиранчик гострохвостий, Culicivora caudacuta
- Дорадито чубатий, Pseudocolopteryx sclateri
- Дорадито андійський, Pseudocolopteryx acutipennis
- Дорадито аргентинський, Pseudocolopteryx dinelliana
- Дорадито очеретяний, Pseudocolopteryx flaviventris
- Дорадито цитриновий, Pseudocolopteryx citreola (V)
- Тираник темний, Serpophaga nigricans
- Тираник сіроголовий, Serpophaga subcristata
- Тираник білочеревий, Serpophaga munda
- Тираник аргентинський, Serpophaga griseicapilla
- Атіла південний, Attila phoenicurus
- Тиран-розбійник, Legatus leucophaius
- Тиран-плоскодзьоб малий, Ramphotrigon megacephalum
- Pitangus sulphuratus
- Пікабуї, Machetornis rixosa
- Пітанга-великодзьоб, Megarynchus pitangua
- Тиран смугастий, Myiodynastes maculatus
- Бієнтевіо рудокрилий, Myiozetetes cayanensis
- Бієнтевіо червоноголовий, Myiozetetes similis
- Конопа оливкова, Conopias trivirgatus
- Empidonomus varius
- Туквіто чорноголовий, Griseotyrannus aurantioatrocristatus
- Тиран тропічний, Tyrannus melancholicus
- Тиран вилохвостий, Tyrannus savana
- Тиран королівський, Tyrannus tyrannus
- Іржавець західний, Casiornis rufus
- Тиран-свистун чорноголовий, Sirystes sibilator
- Копетон неотропічний, Myiarchus swainsoni
- Копетон чорнодзьобий, Myiarchus ferox
- Копетон блідий, Myiarchus tyrannulus
- Colonia colonus
- Курета іржаста, Myiophobus fasciatus
- Тиранчик-короткодзьоб південний, Sublegatus modestus
- Pyrocephalus rubinus
- Віюдита чорноспинна, Fluvicola albiventer
- Віюдита біла, Fluvicola nengeta (V)
- Віюдита білоголова, Arundinicola leucocephala
- Ятапа-стернохвіст, Gubernetes yetapa
- Alectrurus tricolor
- Alectrurus risora
- Негрито патагонський, Lessonia rufa
- Смолик, Hymenops perspicillatus
- Ада чубатий, Knipolegus lophotes
- Ада сизодзьобий, Knipolegus cyanirostris
- Ада бурий, Knipolegus striaticeps
- Ада білокрилий, Knipolegus aterrimus
- Ада аргентинський, Knipolegus hudsoni
- Сатрапа, Satrapa icterophrys
- Xolmis velatus
- Монжита біла, Xolmis irupero
- Монжита чорновуса, Nengetus cinereus
- Монжита чорноголова, Neoxolmis coronatus
- Пепоаза, Neoxolmis rufiventris (H)
- Heteroxolmis dominicanus (H)
- Гохо світлочеревий, Agriornis micropterus
- Гохо малий, Agriornis murinus
- Москверо бурий, Cnemotriccus fuscatus
- Москверо бронзовий, Lathrotriccus euleri
- Піві-малюк вільховий, Empidonax alnorum
- Піві сірий, Contopus cinereus
- Тиран-ножицехвіст, Muscipipra vetula
- Тачурі, Tachuris rubrigastra

Родина: Віреонові (Vireonidae)
- Віреон рудобровий, Cyclarhis gujanensis
- Віреончик рудоголовий, Hylophilus poicilotis
- Віреон білобровий, Vireo chivi

Родина: Воронові (Corvidae)
- Пая пурпурова, Cyanocorax cyanomelas
- Пая бразильська, Cyanocorax cristatellus
- Пая круглочуба, Cyanocorax chrysops

Родина: Ластівкові (Hirundinidae)
- Ластовиця патагонська, Pygochelidon cyanoleuca
- Ластівка чорношия, Pygochelidon melanoleuca (H)
- Ластівка рудоголова, Alopochelidon fucata
- Ластівка пампасова, Stelgidopteryx ruficollis
- Щурик бурий, Progne tapera
- Щурик пурпуровий, Progne subis
- Щурик сірогорлий, Progne chalybea
- Щурик південний, Progne elegans
- Білозорка білокрила, Tachycineta albiventer
- Білозорка лазурова, Tachycineta leucorrhoa
- Білозорка чилійська, Tachycineta leucopyga
- Ластівка берегова, Riparia riparia
- Ластівка сільська, Hirundo rustica
- Ясківка білолоба, Petrochelidon pyrrhonota

Родина: Воловоочкові (Troglodytidae)
- Волоочко співоче, Troglodytes aedon
- Овад річковий, Cistothorus platensis
- Різжак дроздовий, Campylorhynchus turdinus
- Поплітник амазонійський, Cantorchilus leucotis
- Поплітник болівійський, Cantorchilus guarayanus

Родина: Комароловкові (Polioptilidae)
- Комароловка кремововола, Polioptila lactea
- Комароловка маскова, Polioptila dumicola

Родина: Donacobiidae
- Мімик, Donacobius atricapilla

Родина: Дроздові (Turdidae)
- Дрізд-короткодзьоб бурий, Catharus fuscescens (V)
- Дроздик жовтоногий, Turdus flavipes (Знищений)
- Дрізд світлогрудий, Turdus leucomelas
- Дрізд рудочеревий, Turdus rufiventris
- Дрізд кремововолий, Turdus amaurochalinus
- Дрізд бразильський, Turdus subalaris
- Дрізд білосмугий, Turdus albicollis

Родина: Пересмішникові (Mimidae)
- Пересмішник білобровий, Mimus saturninus
- Пересмішник білокрилий, Mimus triurus

Родина: Горобцеві (Passeridae)
- Горобець хатній, Passer domesticus (I)

Родина: Плискові (Motacillidae)
- Щеврик пампасовий, Anthus chii
- Щеврик короткодзьобий, Anthus furcatus
- Щеврик парагвайський, Anthus chacoensis (V)
- Щеврик патагонський, Anthus correndera (V)
- Щеврик вохристий, Anthus nattereri
- Щеврик бурохвостий, Anthus hellmayri

Родина: В'юркові (Fringillidae)
- Spinus magellanica
- Гутурама темнощока, Chlorophonia cyanocephala
- Органіст синьошиїй, Chlorophonia cyanea
- Гутурама пурпуровоголова, Euphonia chlorotica
- Гутурама парагвайська, Euphonia chalybea
- Гутурама фіолетова, Euphonia violacea
- Гутурама іржасточерева, Euphonia pectoralis

Родина: Passerellidae
- Чінголо строкатоголовий, Rhynchospiza strigiceps
- Багновець південний, Ammodramus humeralis
- Тихоголос жовтодзьобий, Arremon flavirostris
- Бруант рудошиїй, Zonotrichia capensis

Родина: Трупіалові (Icteridae)
- Гоглу, Dolichonyx oryzivorus
- Шпаркос білобровий, Leistes superciliaris
- Шапу, Psarocolius decumanus
- Касик чорний, Cacicus solitarius
- Касик золотокрилий, Cacicus chrysopterus
- Касик червоногузий, Cacicus haemorrhous
- Трупіал пломенистий, Icterus croconotus
- Трупіал червоноплечий, Icterus pyrrhopterus
- Вашер короткодзьобий, Molothrus rufoaxillaris
- Вашер великий, Molothrus oryzivorus
- Вашер синій, Molothrus bonariensis
- Трупіал червоноголовий, Amblyramphus holosericeus
- Чопі, Gnorimopsar chopi
- Вашер рудокрилий, Agelaioides badius
- Варілеро однобарвний, Agelasticus cyanopus
- Варілеро золотоплечий, Agelasticus thilius (V)
- Каруг рудоголовий, Chrysomus ruficapillus
- Тордо шафрановий, Xanthopsar flavus
- Мочарець жовтогузий, Pseudoleistes guirahuro
- Мочарець бронзовий, Pseudoleistes virescens (V)

Родина: Піснярові (Parulidae)
- Жовтогорлик південний, Geothlypis aequinoctialis
- Пісняр тропічний, Setophaga pitiayumi
- Коронник жовтий, Myiothlypis flaveola
- Коронник сивоголовий, Myiothlypis leucoblephara
- Коронник річковий, Myiothlypis rivularis
- Коронник малий, Basileuterus culicivorus

Родина: Кардиналові (Cardinalidae)
- Піранга сонцепера, Piranga flava
- Габія кармінова, Habia rubica
- Кардинал-довбоніс золоточеревий, Pheucticus aureoventris
- Семілеро бразильський, Amaurospiza moesta
- Лускар синій, Cyanoloxia glaucocaerulea
- Лускар ультрамариновий (Cyanoloxia brissonii)

Родина: Саякові (Thraupidae)
- Танагрець масковий, Nemosia pileata
- Танагрик чорнощокий, Hemithraupis guira
- Тамаруго рудогузий, Conirostrum speciosum
- Посвірж золотоголовий, Sicalis flaveola
- Посвірж короткодзьобий, Sicalis luteola
- Шиферка парагвайська, Haplospiza unicolor
- Якарина, Volatinia jacarina
- Танагра-жалібниця червоночуба, Tachyphonus coronatus
- Танагра-жалібниця велика, Tachyphonus rufus
- Танагра сіроголова, Eucometis penicillata
- Танагра амазонійська, Trichothraupis melanops
- Червоночубик вогнистий, Coryphospingus cucullatus
- Тапіранга пурпурова, Ramphocelus carbo
- Терзина, Tersina viridis
- Цукрист блакитний, Dacnis cayana
- Зерноїд біловусий, Sporophila lineola
- Зерноїд білочеревий, Sporophila leucoptera
- Зерноїд строкатоволий, Sporophila bouvreuil
- Зерноїд савановий, Sporophila pileata
- Зерноїд іржастий, Sporophila hypoxantha
- Зерноїд чорноволий, Sporophila ruficollis
- Зерноїд болотяний, Sporophila palustris
- Зерноїд болівійський, Sporophila hypochroma
- Зерноїд каштановий, Sporophila cinnamomea
- Рисоїд чорноголовий, Sporophila angolensis
- Зерноїд чорнощокий, Sporophila nigricollis (H)
- Зерноїд мальований, Sporophila caerulescens
- Зерноїд бразильський, Sporophila falcirostris
- Зерноїд великий, Sporophila frontalis (H)
- Зерноїд сивий, Sporophila plumbea
- Зерноїд масковий, Sporophila collaris
- Чако, Saltatricula multicolor
- Зернолуск чорногорлий, Saltatricula atricollis
- Зернолуск сірий, Saltator coerulescens
- Зернолуск зеленокрилий, Saltator similis
- Зернолуск золотодзьобий, Saltator aurantiirostris
- Зернолуск бразильський, Saltator fuliginosus
- Вівсянка чорнощока, Coryphaspiza melanotis
- Пампасник великий, Embernagra platensis
- Трав'янець гострохвостий, Emberizoides herbicola
- Трав'янець малий, Emberizoides ypiranganus
- Свертушка біловуса, Poospiza nigrorufa
- Каптурник золотоголовий, Thlypopsis sordida
- Танагра вишневоголова, Thlypopsis pyrrhocoma
- Свертушка сіровола, Microspingus cabanisi (V)
- Свертушка чорновола, Microspingus torquatus
- Свертушка чорноголова, Microspingus melanoleucus
- Тангар рудогорлий, Cypsnagra hirundinacea
- Вівсянка довгохвоста, Donacospiza albifrons
- Цереба, Coereba flaveola
- Потрост бурий, Asemospiza obscura
- Потрост чорний, Asemospiza fuliginosa
- Шиферець масковий, Lophospingus pusillus
- Тангар сивий, Neothraupis fasciata
- Діука південна, Diuca diuca (H)
- Вівсянка жовта, Gubernatrix cristata (H)
- Paroaria coronata
- Paroaria capitata
- Танагра діадемова, Stephanophorus diadematus (V)
- Тангар чорнощокий, Schistochlamys melanopis (V)
- Тангар рудощокий, Schistochlamys ruficapillus (V)
- Тангар строкатий, Cissopis leverianus
- Блакитар вохристочеревий, Pipraeidea melanonota
- Саяка жовто-синя, Rauenia bonariensis
- Танагра парагвайська, Stilpnia preciosa (V)
- Танагра вохриста, Stilpnia cayana
- Танагра малахітова, Tangara seledon
- Танагра червоношия, Tangara cyanocephala (H)
- Саяка синя, Thraupis sayaca
- Саяка пальмова, Thraupis palmarum